# Clã Burnett
O Clã Burnett é um clã escocês da região das Terras Baixas, Escócia.
O atual chefe é James Burnett de Leys.